# Matjaž Plošinjak
Matjaž Plošinjak, slovenski modni oblikovalec, * 1982
Prihaja iz Maribora. Oblikuje skupaj s svojim partnerjem oblikovalcem Ericom Majem Potočnikom. Navdih črpata iz lastne kreativnosti v kateri se skozi ideje dopolnjujeta.